# Cry Freedom
Cry Freedom é um filme de drama britânico de 1987 dirigido por Richard Attenborough, situado no final de 1970, durante a era do apartheid da África do Sul. O roteiro foi escrito por John Briley baseado nos livros do jornalista Donald Woods. O filme centra-se nos acontecimentos da vida real envolvendo o ativista negro Steve Biko e seu amigo Donald Woods, que inicialmente o encontra destrutivo, e as tentativas de entender o seu modo de vida. Denzel Washington estrela como Biko, enquanto o ator Kevin Kline retrata Woods. Cry Freedom investiga os pensamentos de discriminação, corrupção política, e as repercussões da violência.
O filme foi rodado em locações principalmente no Zimbabwe devido à turbulência política na África do Sul, no momento da produção. Como um filme mostrando principalmente na versão cinematográfica limitada, ele foi nomeado para vários prêmios, incluindo indicações ao Oscar de Melhor Ator Coadjuvante, Melhor Trilha Sonora Original e Melhor Canção Original. Também ganhou uma série de prêmios, incluindo aqueles do Festival Internacional de Berlim e os British Academy Film Awards.
Um esforço coletivo conjunto para comprometer-se com a produção do filme foi feita pela Universal Pictures e Marble Arch Productions. Comercialmente Foi distribuído pela Universal Pictures nos cinemas, e por MCA Home Video para a mídia de casa. Cry Freedom estreou nos cinemas em todo o país nos Estados Unidos em 6 de novembro de 1987 arrecadou $5,899,797 das receitas de bilhetes domésticos. O filme estava em seu maior lançamento mostrando em 479 salas de todo o país. Ele foi recebido com críticas positivas Geralmente opiniões antes de sua exibição inicial em cinemas.

## Sinopse
É um relato da amizade entre dois homens, o editor liberal de um jornal Donald Woods e o ativista negro sul-africano Steve Biko. Depois de ter conhecimento dos verdadeiros horrores do apartheid, através das descrições de Biko, Woods descobre que o seu amigo foi silenciado pela polícia. Determinado a levar a verdade ao conhecimento de todo o mundo, Woods embarca numa perigosa aventura para escapar da África do Sul e divulgar a história de coragem de Biko.

## Elenco
- Kevin Kline - Donald Woods
- Penelope Wilton - Wendy Woods
- Denzel Washington - Stephen Biko
- Juanita Waterman - Ntsiki Biko, esposa de Steve Biko
- Kevin McNally - Ken, fotógrafo no Daily Dispatch
- Timothy West - Capt. de Wet
- John Hargreaves - Bruce Haigh
- Miles Anderson - Lemick
- Mawa Makondo - Jason
- Wabei Slyolwe - Tenjy
- Tommy Buson - Tami
- Jim Findley - Peter Jones
- Alec McCowen - Alto Comissário Britânico em Atuação
- Zakes Mokae - Pai Kani
- John Matshikiza - Mapetla
- Ian Richardson - Promotor do Estado
- Josette Simon - Dr. Mamphela Ramphele
- Louis Mahoney  - Governo Oficial de Lesoto
- Joseph Marcell - Moses, trabalhador postal de Lesoto
- Sophie Mgcina - Evalina, Empregada doméstica da família Wood
- John Paul - Padrasto de Wendy
- Gwen Watford - Mãe de Wendy
- Nick Tate - Ritchie aviador privado que levou a família Wood de Lesoto para Botswana
- Garick Hagon - McElrea, aviador privado
- John Thaw - Jimmy Kruger, Ministro da Justiça
- Michael Turner[desambiguação necessária] - Juiz Boshoff
- Graeme Taylor - Dillon Woods, o filho mais velho da família Wood
- Kate Hardie - Jane Woods, a filha mais velha da família Wood
- Adam Stuart Walker - Duncan Woods, filho de Donald e Wendy Woods
- Hamish Stuart Walker - Gavin Woods, filho de Donald e Wendy Woods
- Spring Stuart Walker - Mary Woods, filha de Donald e Wendy Woods
- Munyaradzi Kanaventi - Samora Biko
- George Lovell - Nkosinathi Biko

## Produção

### Desenvolvimento

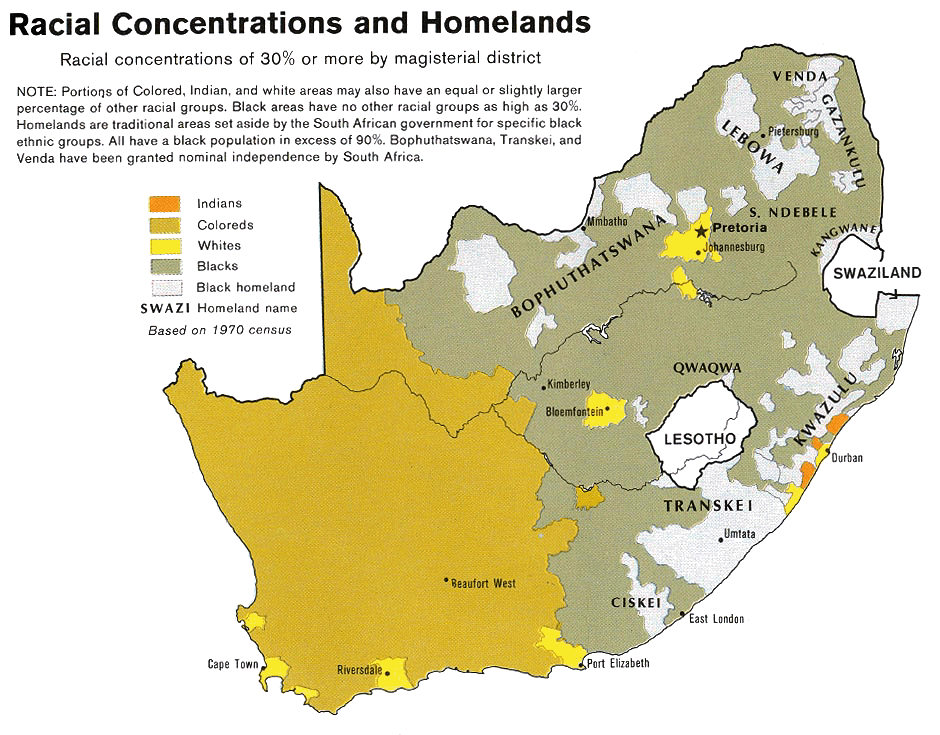
Mapa Racial-demográfico da África do Sul no final de 1970.

A premissa de Cry Freedom é baseado na história real de Steve Biko, o carismático sul-africano do Movimento da Consciência Negra que tenta liderar para trazer a consciência para a injustiça do apartheid; e Donald Woods, o liberal editor branco do jornal Daily Dispatch que se esforça para fazer o mesmo depois que Biko é assassinado. Em 1972, Biko foi um dos fundadores da Convenção das Pessoas Negras trabalhando em projetos de elevação social em torno de Durban. O BPC reuniu cerca de 70 diferentes grupos de consciência negra e associações: como Movimento Estudantil Sul-Africano (SASM), que desempenhou um papel significativo nos levantes de 1976, e do Projeto Preto Trabalhadores que apoiou os trabalhadores negros cujo sindicatos não foram reconhecidos no regime do Apartheid. Atividades políticas de Biko chamou a atenção eventualmente do governo da África do Sul que muitas vezes o perseguiu, prendeu, e deteve-o. Estas situações resultaram em ele ser banido em 1973. A proibição restritou Biko de falar com mais de uma pessoa ao mesmo tempo, em uma tentativa de reprimir o movimento político anti-apartheid em ascensão. Após uma violação de sua proibição, Biko foi preso e depois morto enquanto estava sob custódia da polícia. As circunstâncias que levaram à morte causaram raiva mundial por Biko, como ele se transformou em um mártir e símbolo da resistência negra. Como resultado, o governo da África do Sul proibiu um número de indivíduos (incluindo Donald Woods) e Organizações, especialmente aqueles intimamente associadas com Biko. O Conselho de Segurança das Nações Unidas reagiu rapidamente à morte mais tarde impondo um embargo de armas contra a África do Sul. Após um período de perseguição de rotina contra sua família por parte das autoridades, bem como temendo por sua vida, Woods fled the country after being placed under house arrest by the South African government. Woods, mais tarde escreveu um livro em 1978, intitulado: Biko, expondo a cumplicidade da polícia em sua morte.Esse livro, junto com a autobiografia de Woods Asking For Trouble, ambos foram publicados no Reino Unido, tornando-se a base para o filme.

### Filmagem
Filmagem principal ocorreu principalmente no Zimbabwe devido à tensa situação política na África do Sul, no momento da gravação. Outras locações incluíram Quênia, bem como estúdios de cinema em Shepperton, Inglaterra. O filme inclui uma representação dramatizada do Levante de Soweto, que ocorreu em 16 de junho de 1976. Centenas de disparos indiscriminados por parte da polícia, mortos e feridos de crianças em idade escolar africanos durante um protesto em março.

### Trilha sonora
A trilha sonora original para filme Cry Freedom foi lançado pela MCA Records em 25 de outubro de 1990. Possui canções compostas pelos músicos veteranos George Fenton, Jonas Gwangwa e Thuli Dumakude. No funeral de Biko Eles cantam o hino Nkosi Sikelel 'iAfrika. Jonathan Bates editou a música do filme.

## Recepção

### Resposta da crítica
Entre os críticos tradicionais nos EUA, o filme recebeu críticas em sua maioria positivas. Rotten Tomatoes relatou que 81% dos 21 amostrados críticos deram ao filme uma crítica positiva, com uma pontuação média de 6,4 de 10.

## Principais prêmios e indicações
Oscar 1988 (EUA)
- Indicado nas categorias de Melhor Ator Coadjuvante (Denzel Washington), Melhor Canção Original (Cry Freedom) e Melhor Trilha Sonora Original.

BAFTA 1988 (Reino Unido)
- Venceu na categoria de Melhor Som.
- Indicado nas categorias de Melhor Ator Coadjuvante (John Thaw), Melhor Fotografia, Melhor Direção, Melhor Edição, Melhor Filme e Melhor Trilha Sonora"

Festival de Berlim 1988 (Alemanha)
- Recebeu o Prêmio da Paz - Menção Honrosa.

Globo de Ouro 1988 (EUA)
- Indicado nas categorias de Melhor Diretor - Cinema, Melhor Filme - Drama, Melhor Trilha Sonora Original - Cinema e Melhor Ator de Cinema - Drama (Denzel Washington).

Grammy 1989 (EUA)
- Indicado na categoria de Melhor Canção Escrita Especialmente para Cinema (Cry Freedom).

Political Film Society 1989 (EUA)
- Venceu na categoria Direitos Humanos.

### Bilheteria
O filme estreou nos cinemas em 6 de novembro de 1987 em edição limitada em todo os EUA. Durante sua semana de estreia, ficou num distante 19º lugar e arrecadou $318,723 em 27 cinemas. O filme Fatal Attraction abriu em primeiro lugar, com $7,089,680 de triagem em 1.351 cinemas. A receita do filme caiu de 10,6% em sua segunda semana de lançamento, ganhando $284,853. Particularmente naquele fim de semana, o filme caiu para 25º lugar, mostrando em 19 cinemas. O filme The Running Man, destituíu Fatal Attraction para abrir em primeiro lugar, com $8,117,465 em receitas de bilheteria que indica a 1.692 cinemas.
Cry Freedom teve uma semana de lançamento mais amplo que começa com o fim de semana em 19-21 fevereiro de 1988. O filme estreou em 14 lugar mostrando a 479 cinemas e com bilheteria de $802,235 no negócio de bilheteria. O filme passou a cobrir para fora no mercado interno em $5,899,797 em vendas de ingressos através de todo um prazo de quatro semanas de cinema. Para 1987 como um todo, o filme faria uma classificação cumulativamente um desempenho em bilheteria na posição 103.

### Home media
Depois de seu lançamento cinematográfico nos cinemas, o filme foi lançado em formato de vídeo VHS em 5 de maio de 1998. A edição widescreen do Código de Região 1 do filme foi lançado em DVD nos Estados Unidos em 23 de fevereiro de 1999. Características especiais para o DVD incluem: notas de produção, elenco e biografias dos cineastas, destaques de filmes, links, e o trailer. Currently, não há data de lançamento definida agendada para um futuro Blu-ray versão do filme, embora esteja disponível em outros formatos de mídia: como vídeo sob demanda.